# Ludwig Döbler

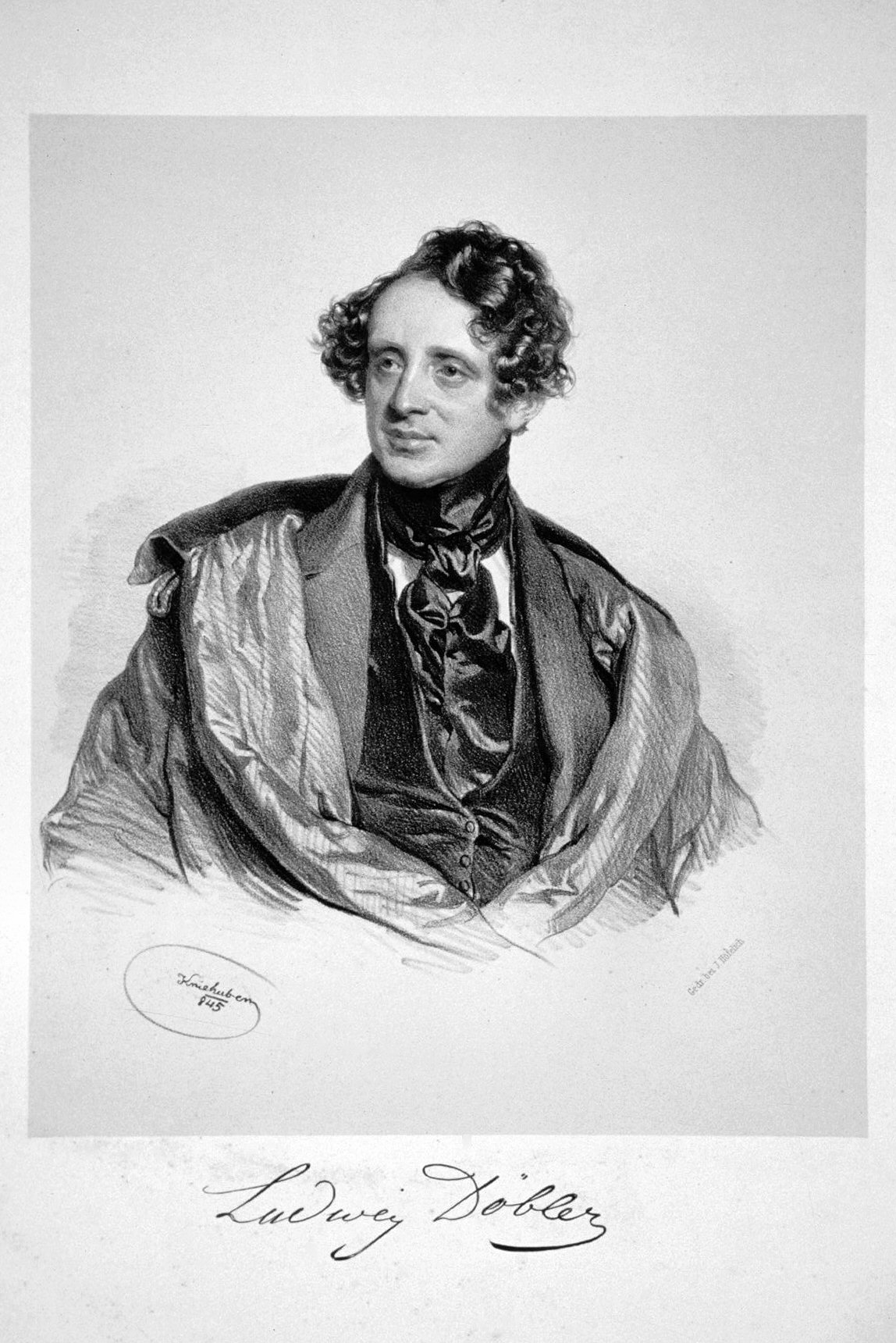
Ludwig Döbler, 1845, Lithographie von Josef Kriehuber

Ludwig Döbler (* 5. Oktober 1801 in Wien; † 18. April 1864 in Gstettenhof bei Türnitz) war ein österreichischer Zauberkünstler.

## Leben
Döbler studierte Physik und hielt auch Vorlesungen in Wien und in anderen Städten. Seine großen Erfolge hatte er aber als Magier und Taschenspieler. Schon in jungen Jahren beschäftigte er sich mit Zauberkunststücken. Auf Einladung Goethes führte er 1831 in kleinem Kreis seine Taschenspielertricks vor.
„Bedarfs noch ein Diplom besiegelt? Unmögliches hast du uns vorgespiegelt.“
schreibt ein faszinierter Goethe im Juli 1831 dem 30-jährigen Ludwig Döbler in sein Stammbuch. Seine Karriere als Zauberkünstler in Wien begann 1839 mit einem Gastspiel im Theater in der Josefstadt.
Leopold Ludwig Döbler war einer der vornehmsten Zauberkünstler seiner Zeit, verkehrte in den höchsten Kreisen. Seine Zauberkunststücke haben Kaiser Franz, den Fürsten Metternich oder auch den preußischen König Friedrich Wilhelm IV. und Königin Viktoria von Großbritannien begeistert. Er gab zahlreiche Gastspiele im In- und im Ausland. Sein Paradestück war „Floras Blumenspende“: Aus einem leeren Hut erschienen zahlreiche reizende kleine Blumensträuße, jeder mit einem Gedicht versehen. Döblers Worte: „Hier ein Sträußchen, da ein Sträußchen, noch ein Sträußchen …“, wurden zu einer stehenden Redensart. Ein Wunderbrunnen liefert jedes vom Publikum gewünschte Getränk, das Gemälde einer Winterlandschaft verändert sich zu einem Frühlingsbild, ein einziger Pistolenschuss entzündet 200 auf einem Tisch aufgestellte Kerzen: dies sind nur wenige Beispiele einer langen Reihe ständig weiterentwickelter verblüffender Effekte, bei deren Konstruktion sich Döbler seine naturwissenschaftlichen Kenntnisse zunutze machte.
Döbler war auch Wissenschaftler und Erfinder. Mit Hilfe einem einer Laterna magica ähnlichen Apparat, einem sogenannten Phantaskop erzeugte er bewegte Bilder und gilt heute als einer der Väter und frühen Pioniere des Kinofilms. Döbler wurde vielfach geehrt, er war unter anderem Mitglied der Königlichen Akademie in Berlin und Inhaber der Goldmedaille für Kunst und Wissenschaft. Mit seiner Kunst erwarb er ein beträchtliches Vermögen und konnte so das Schloss Klafterbrunn bei Eschenau in Niederösterreich erwerben.
Eine andere Seite seiner Persönlichkeit wird 1850 einer verblüfften Öffentlichkeit sichtbar: Der gefeierte weltläufige Großbürger zog sich aus der Öffentlichkeit zurück, widmet sich dem Gemeinwohl und wird zum Bürgermeister der Gemeinden Eschenau und Traisen in Niederösterreich gewählt. Döbler leistet handfeste kommunalpolitische Entwicklungsarbeit, für die ihn das Kaiserhaus 1854 mit dem goldenen Verdienstkreuz auszeichnet.
Ludwig Döbler starb am 18. April 1864 auf seinem Gut Gstettenhof bei Türnitz, Niederösterreich.
Im Jahr 1907 wurde in Wien-Neubau (7. Bezirk) die Döblergasse nach ihm benannt. Die Österreichische Post gab anlässlich seines 200. Geburtstages am 5. Oktober 2001 eine 7-Schilling-Sondermarke heraus.